# Fridolf sticker opp!
Fridolf sticker opp! svensk komedifilm från 1958 i regi av Torgny Anderberg, baserad på Rune Mobergs radioprogram Lilla Fridolf och jag.

## Handling
Fridolf ska vara ansvarig på Kolonialvarubolaget, när chefen är borta. Under tiden ska revisorn och en rationaliseringsexpert skära ner på företaget. Missförstånd och trassligheter avlöser varandra. Selma går i bilskola med varierad framgång. En av scenerna handlar om Fridolfs tal på Kvinnogillets middag där Lillen har blandat ihop talet med Selmas körskolepapper.

## Om filmen
Filmen spelades in i april–juni 1958 i Nordisk Tonefilms ateljéer i Stockholm samt i Nyckelviken i Nacka, Djurgårdsbrunnsviken och innerstadsmiljöer i Stockholm.
Premiären för filmen, som är barntillåten, var den 25 augusti 1958. Den har även visats på SVT, bland annat 1987, 1996, 2010, i september 2022 och i november 2024.

## Rollista
- Douglas Håge – Fridolf Olsson, kontorschef på Kolonialvarubolaget
- Hjördis Petterson – Selma, Fridolfs hustru
- Lars Ekborg – Valdemar Palm, folkskollärare
- Inga Gill – Maggan Palm, Valdemars hustru, Fridolfs och Selmas dotter
- Karl-Arne Holmsten – "Egon Lönn"
- Mona Malm – Lisa Dahlman, kontorist
- Jan Molander – disponent Grillhagen, Fridolfs chef
- Olle Hilding – August Nilsson, bokhållare
- Kotti Chave – Skarvik, revisor
- Bo Thörner – Lillen, Valdemars och Maggans lille son
- Hans Strååt – Fridh, personalchef
- Ivar Wahlgren – Gustavsson, kamrer
- Emy Hagman – Selmas väninna i taxin
- Olof Thunberg – bilskoleläraren
- Arthur Fischer – direktör på Kvinnogillets middag
- Sten Lindgren – regeringsrådet på Kvinnogillets middag

### Ej med i rollistan
- Percy Brandt – styrelseordföranden i Kolonialvarubolaget
- Ittla Frodi – expediten i blomsteraffären
- Gun-Britt Öhrström – fröken Grankvist, kontorist
- Maud Elfsiö – fröken Jansson, kontorist
- Sigyn Sahlin – kontorist
- Marianne Ljunggren – kontorist
- Lena Dahlman – kontorist
- Eva Stella – kontorist
- Astrid Bodin – Fridolfs bordsdam på Kvinnogillets middag
- Gertrud Mariano – gäst på Kvinnogillets middag
- Birger Lensander – man vid fontän

## Musik i filmen
- "Lilla Frida och jag", musik Leon Bonnard, instrumental
- "Byssan lull", musik och text Evert Taube, sång Mona Malm (Alice Tegnérs text "Gossen har en liten gullvagn")
- "Månstrålar klara glimma...", text Arvid Ödmann, sång Hjördis Petterson

## DVD
Filmen gavs ut på DVD 2012.